# Discador preditivo
Discador preditivo (do inglês: predictive dialer, em português também chamado de discador automático) é uma ferramenta usada em call centers. O discador preditivo trabalha com algoritmo que "prevê" o volume de chamadas necessárias para ocupar os recursos disponíveis. Dentre as variáveis que compõem o ambiente calculado existem:[carece de fontes?]
- Quantidade de agentes disponíveis
- Quantidade de agentes em trabalho
- Tempo médio de Operação (TMO)

## Função
Discador Preditivo tem a função de disparar automaticamente ligações através de um banco de dados. Sendo positivo o atendimento, ele transfere a ligação para o atendente disponível. Para funcionar desta forma ele conta também com o auxílio da URA (Unidade de Resposta Audível)tendo casos em que todos os atendentes estiverem ocupados o cliente passará primeiramente por uma campanha, ofertas ou menu da empresa.
Os discadores power dialer, não realizam cálculos matemáticos como em um preditivo.
em um power dialer, a discagem é puramente física, lenta e sem quaisquer análise, onde os contatos não são tratados. 
O tempo de ociosidade dos agentes é mínimo, onde se é possível obter até 95% de tempo falado em um turno. isso porque o atendente só recebe ligações humanas ou seja, o servidor nunca deixará passar mensagens de telefone ocupado, mensagens de números errados etc. 